# 57 (revista)
57 - folha independente de cultura, foi uma publicação cultural e filosófica portuguesa, órgão do Movimento 57 e ativa periodicamente entre 1957 e 1962, também conhecida como 57 - actualidade filosofia arte e ciência literatura e 57 - movimento de cultura portuguesa ou simplesmente como «jornal 57».

## Apresentação
O primeiro diretor do jornal 57 foi o filósofo António Quadros. A publicação, embora eclética, apresentava-se sobretudo como um projeto filosófico e era o órgão de divulgação do chamado Movimento 57, reunindo vários membros daquele que veio a ser denominado Movimento da Filosofia Portuguesa.
Entre 1957 e 1962 o jornal teve 11 números, que se encontram livremente consultáveis em versão digital no site da Hemeroteca Digital de Lisboa.

## Autores
Entre os autores que colaboraram com o jornal figuram: Agostinho da Silva, Avelino Abrantes, Afonso Botelho, Afonso Cautela, Azinhal Abelho, José A. Ferreira, Agustina Bessa Luís, José Marinho, Fernando Morgado, Ernesto Palma, Álvaro Ribeiro, Ana Hatherly, Natércia Freire, Rui Carvalho dos Santos, Francisco Sottomayor, António Telmo, Carlos Vaz, Orlando Vitorino.

## Itens relacionados
- Movimento 57
- Movimento da Filosofia Portuguesa
- António Quadros